# Luis Lazarus
Luis Vicențiu Lazarus (n. 12 martie 1967, Drobeta Turnu-Severin, județul Mehedinți) este un om de televiziune din România și europarlamentar din 2024. A fost patronul postului Zeus TV.

## Biografie
A studiat Filosofia la Universitate din București, 1996 - 2000. Obține un master în Filosofie, 2000 - 2001. Tot la Universitatea din București face și un master în jurnalism, 2001 - 2002. A studiat și Securitate și Apărare Națională la Colegiul Național de Apărare, având un master în acest domeniu, 2005 - 2006.
În anul 2010, a cumpărat postul de televiziune Canal Teleshop, pe care l-a redenumit în Zeus TV.
Pe 2 iulie 2013, Consiliul Național al Audiovizualului (CNA) a decis să retragă licența audiovizuală a televiziunii Zeus TV, din cauză că postul și-a întrerupt emisia mai mult de 90 de zile.

### Premii
Premiat cu Premiul APTR, pentru investigații, în 2007.
Premiat cu Premiul Uniunii Ziariștilor Profesioniști din România, în 2021.